# Lavis
Lavis (Alemã:Laifs) é uma comuna italiana da região do Trentino-Alto Ádige, província de Trento, com cerca de 7.591 habitantes. Estende-se por uma área de 12 km², tendo uma densidade populacional de 633 hab/km². Faz divisa com Giovo, San Michele all'Adige, Nave San Rocco, Zambana, Trento e Terlago.